# Batalha de Hirba
A Batalha de Hirba foi a primeira batalha entre os persas e os medos após a Revolta Persa, ocorrendo por volta de 552 a.C. Essas ações foram lideradas, em sua maioria, por Ciro, o Grande, enquanto ele reorganizava o equilíbrio de poder no antigo Oriente Próximo. Embora a única autoridade com um relato detalhado da batalha tenha sido Nicolau de Damasco, outros historiadores conhecidos, como Heródoto, Ctésias e Estrabão, também mencionam a batalha em suas próprias narrativas.
O resultado da batalha foi um golpe significativo para os medos, sendo a primeira vez em muito tempo que a Média foi derrotada em uma batalha. Após esse evento, o rei medo Astíages decidiu invadir a Pérsia pessoalmente, o que eventualmente levou à sua queda.

## Antecedentes
A batalha ocorreu após a Revolta Persa, que é conhecida por ter acontecido no verão de 553 a.C. Com base em fontes escassas, acredita-se que a batalha de Hirba tenha ocorrido pelo menos meio ano após o início da revolta, provavelmente no início do inverno de 552 a.C. Astíages, o rei dos medos, que se pensa ter sido avô de Ciro, havia recusado anteriormente o pedido de Ciro para deixar a corte e visitar seus pais novamente na Pérsia, como ele havia feito várias vezes antes. Embora seu pedido a Astíages não fosse incomum, Ciro cometeu o erro de pedir isso logo após a revolta que havia ocorrido. No entanto, através do pedido do servo persa Ebares, Astíages permitiu que Ciro visitasse seus pais novamente. Na versão de Heródoto, em uma das primeiras vezes em que Ciro foi visitar seus pais, o general medo Hárpago enviou secretamente uma carta escondida em uma lebre para Ciro, tramando uma revolta, e Ciro entregou a carta a seu pai. Isso corresponde ao relato de Nicolau, no qual ele afirma que Cambises I já havia reunido muitas tropas muito antes do início da batalha e que ele depois enviou um pequeno número em auxílio a Ciro. Ciro enviou uma mensagem a seu pai, dizendo "... envie imediatamente 1000 cavaleiros e 5000 soldados de infantaria para a cidade de Hirba, que fica no caminho, e arme o restante dos persas o mais rápido possível, de tal forma que pareça ser feito por ordem do rei. Seus verdadeiros objetivos ele não comunicou a ele." Isso também confirma a noção de que a batalha ocorreu meses, não dias, após a revolta.

### Motivos
Ciro estava em Ecbátana quando a revolta já havia começado. De acordo com o relato de Nicolau, quando Ciro foi permitido ir à Pérsia, ele fugiu de Astíages porque sabia que poderia ser executado eventualmente se Astíages descobrisse que o verdadeiro motivo de Ciro era se juntar e lutar ao lado de seu pai, se necessário. Isso se deve ao fato de que, quando Ciro estava prestes a se tornar adulto, ele descobriu que Astíages já havia tentado executá-lo quando ele era um bebê, mas não teve sucesso, e com o tempo, Astíages passou a respeitar Ciro pelas semelhanças de caráter que compartilhavam. Enquanto isso, Astíages não tinha certeza se era seguro permitir que Ciro voltasse para sua terra natal. Eventualmente, o rei medo permitiu. Quando Astíages foi enganado duas vezes por Hárpago, acreditando que Ciro não representava perigo, mesmo quando a revolta e sinais iminentes de perigo já haviam ocorrido, Ciro viu o quão facilmente Astíages poderia ser enganado. Por esse motivo, Ciro pode ter aproveitado essa oportunidade para trazer liberdade para seu próprio reino.
| “                       | Quando Ciro estava novamente com Astíages, Ebares lembrou-o de seu conselho. Ciro seguiu o conselho, enviou mensagens para a Pérsia e, quando descobriu que tudo estava pronto, pediu a Astíages, sob o pretexto sugerido por Ebares, permissão para ir à Pérsia. O rei não o deixou ir. Então, Ciro recorreu ao eunuco mais confiável; quando um momento favorável chegasse, ele deveria obter permissão para a viagem à Pérsia. Um dia, quando Ciro encontrou o rei de bom humor e animado pelo vinho, deu um sinal ao eunuco, e este disse ao rei: "Ciro pede para realizar o sacrifício que ele prometeu para ti na Pérsia, para que continues a ser gracioso para ele, e também para visitar seu pai doente." O rei chamou Ciro, sorriu e deu permissão de ausência por cinco meses; no sexto mês, ele deveria retornar. Ciro agradeceu ao rei, nomeou Tiridates como mordomo do rei durante sua ausência e, no dia seguinte, partiu para a Pérsia. | ” |
| — Fragmentos de Nicolau | |   |

Enquanto isso, Astíages convidou o melhor cantor dos medos, e a última canção executada pelo menestrel profissional que também era um mago, chamado Angares, que também era acompanhado por uma jovem, perturbou profundamente Astíages.

Um feroz animal selvagem, 

mais feroz do que qualquer javali, 

foi solto, 

e enviado para uma região ensolarada, onde deveria reinar sobre todas essas províncias e, 
 com um punhado de homens, 
 manter guerra contra grandes exércitos.
Ao ouvir esses versículos, Astíages lembrou-se da profecia de que seu neto o derrubaria do trono, então caiu em grande angústia. Um babilônio o aconselhou a executar Ciro, assim que retornasse de sua viagem. Astíages tentou chamar Ciro de volta novamente, mas não teve sucesso.

## Batalha
| “                       | Astíages aplicou essa canção a si mesmo e a Ciro, e na hora enviou 300 cavaleiros para trazê-lo de volta; se ele não obedecesse, deveriam cortar-lhe a cabeça e trazê-la. Quando os cavaleiros entregaram as ordens de Astíages a Ciro, ele respondeu astutamente, talvez sob o conselho de Ebares: "Por que eu não retornaria quando meu senhor me chama? Hoje celebraremos; amanhã de manhã partiremos." Isso foi aprovado por eles. Ao estilo dos persas, Ciro fez sacrificar muitos bois e outros animais, festou os cavaleiros e os embriagou; ao mesmo tempo, enviou uma mensagem a seu pai para enviar imediatamente 1.000 cavaleiros e 5.000 soldados de infantaria para a cidade de Hirba, que ficava no caminho, e para armar o restante dos persas o mais rapidamente possível de tal forma que parecesse ter sido feito por ordem do rei. Seus verdadeiros objetivos ele não comunicou a ele. Na noite seguinte, ele e Ebares montaram a cavalo, como estavam, apressaram-se para Hirba, armaram os habitantes e reuniram aqueles que Atradates havia enviado para a batalha. Quando os cavaleiros de Astíages haviam se livrado de sua bebedeira na manhã seguinte e descobriram que Ciro tinha desaparecido, eles o perseguiram e foram a Hirba. Aqui, Ciro mostrou pela primeira vez sua bravura, pois com seus persas matou 250 dos cavalos de Astíages. O restante escapou e levou a notícia a Astíages. | ” |
| — Fragmentos de Nicolau | |   |

Quanto aos tipos de tropas, não se sabe se a infantaria persa participou da batalha. É mais provável que Ciro e a cavalaria com a qual escapou da Média tenham lutado diretamente contra a cavalaria meda enviada por Astíages para trazer Ciro de volta. Ciro pode ter percebido que precisava de todos os seus homens ao enfrentar a melhor cavalaria de Astíages, pois, quando a batalha começou, Ciro, com sua vontade e números superiores, teve a vantagem. Nicolau chega ao ponto de dizer que Ciro mostrou pela primeira vez sua bravura nesta batalha. No entanto, as táticas de Ciro provaram ser bem-sucedidas na manutenção da guerra. Nas Histórias de Heródoto, ele sugere a primeira batalha entre persas e medos, na qual Hárpago se junta a Ciro, e a maioria dos medos se juntou a Ciro ou foi morta, com uma pequena força escapando de volta para a Média. Isso parece estar de acordo com o relato de Nicolau sobre a primeira batalha.

## Rescaldo
| “                       | "Ai de mim!" exclamou o rei, batendo em sua coxa, "Que eu, sabendo bem que não devemos fazer o bem ao mal, me deixei levar por discursos astutos e criei este mardo que se tornou um grande mal para mim. Ainda assim, ele não terá sucesso." | ” |
| — Fragmentos de Nicolau | |   |

Enquanto Cambises se encontrava com seu filho e organizava os mais de 350.000 homens, Astíages armava homens abaixo e acima da idade para lutar em batalhas, vindos de todo o reino. Supostamente com mais de 1.205.000 homens, Astíages marchou com suas tropas. A maioria dos historiadores considera esse número fantasioso, mas outros o veem como parte das reservas. Isso porque, nas batalhas que se seguiram, não mais do que 200.000 homens de cada lado realmente entraram em campo. Quando Astíages percebeu que havia subestimado Ciro, ele soube que suprimir uma revolta não era suficiente, mas uma invasão massiva precisava ser realizada, e assim começou a invasão da Pérsia por Astíages.
A batalha provocou a revolta dos sátrapas do norte, que se aliaram suas províncias com a Pérsia. Desde o início dos anos 1900, essa batalha foi praticamente esquecida pela história. Como a maior parte de seu relato vem de fragmentos, somente na era moderna posterior historiadores renovaram o interesse neste evento histórico, agora considerado, que mudou o mundo antigo.